# Cal (film)
Cal je britský hraný film z roku 2013, který režíroval Christian Martin podle vlastního scénáře.

## Děj
Cal se po třech letech života ve Francii vrací do rodného Bristolu, protože jeho matka je hospitalizovaná a umírá na rakovinu. Chce zde začít nový život, ale nedaří se mu sehnat práci. Jednoho dne se dostane do konfliktu s pasákem Ivanem. Díky tomu se seznámí s Jasonem, který musí pro Ivana pracovat. Snaží se Jasona ochránit a plánují proto spolu odjet z Bristolu.Ivan se však nechce Jasona vzdát.

## Obsazení
| Wayne Virgo        | Cal                |
| Tom Payne          | Jason              |
| Emily Corcoran     | teta Jane          |
| Lucy Russell       | Cath Miller        |
| Daniel Brocklebank | Ivan               |
| Simon Cook         | lékař              |
| Richard Cambridge  | Jim                |
| Anna Gallagher     | Ivanova přítelkyně |